# Ивановка (Кетрисановская сельская община)
Ивановка (укр. Іванівка) — село в Кетрисановской сельской общине Кропивницкого района Кировоградской области Украины.
До 2020 года входило в Бобринецкий район
Население по переписи 2001 года составляло 67 человек. Почтовый индекс — 27240. Телефонный код — 5257. Занимает площадь 0,841 км². Код КОАТУУ — 3520887204.